# 브라운 운동

브라운 운동(Brownian motion)은 1827년 스코틀랜드 식물학자 로버트 브라운(Robert Brown)이 발견한, 액체나 기체 속에서 미소입자들이 불규칙하게 운동하는 현상이다. 브라운 운동에 의한 물체의 움직임을 표류(漂流)라고 한다.

## 발견의 역사

### 식물학자 로버트 브라운의 꽃가루 운동 관찰
스코틀랜드 식물학자 로버트 브라운은 식물 클라르키아 풀켈라(Clarkia Pulchella)의 수정과정을 연구하기 위해 물에 띄운 꽃가루 입자를 관찰하던 중, 꽃가루 입자가 물위를 끊임없이 불규칙적으로 운동하는 현상을 관찰하게 된다. 이러한 현상은 브라운 이전에 다른 사람들에 의해서도 관찰된 현상이었으나 실제로 연구를 한사람은 브라운이 최초였다. 이전에는 이러한 운동을 하는 입자들을 스스로 액체 속에서 운동하는 살아있는 생명체인 ‘극미동물(anialcules)'로 생각해왔다. 하지만 브라운이 곱게 갈아낸 무기물, 유리, 금속, 바위 등을 액체에 뿌려 관찰한 결과 꽃가루와 똑같은 불규칙 운동을 한다는 것을 알아내게 되었고 살아있는 생물 때문이 아님을 밝혀내었다. 이처럼 운동의 원인이 생물에 의한 것이 아닌 물리적인 것에 있다는 사실이 알려진 이 후 브라운 운동은 물리학자들의 연구의 대상이 되었다.

### 아인슈타인이 설명한 브라운 운동
아인슈타인이 브라운 운동을 설명해내기 이전에 여러 과학자들은 열에 의한 대류의 결과라고 생각했다. 실제로 열이 브라운 운동과 관계가 있기는 하다. 차가운 상태에서보다 뜨거운 상태에서 더 활발히 움직이지만 이는 브라운 운동의 원인이라고 할 수 없었다. 결국 연구들을 통해 주위에 있는 액체분자에 의한 충돌 때문에 브라운 운동을 하게 된다는 것을 알게 된다.
1905년 알베르트 아인슈타인(Albert Einstein)은 4월에 독일의 학술지 <물리학 연감(Annalen der Physik)>에 발표한 그의 박사 학위 논문인 <분자의 크기에 대한 새로운 규정(A New Determination of Molecular Dimensions)>을 기초로 해서 같은 해 5월 역시 같은 학술지에 발표한 논문 <열 분자운동 이론이 필요한, 정지 상태의 액체 속에 떠 있는 작은 부유입자들의 운동에 관하여(On the Movement of Small Particles Suspended in Stationary Liquids Required by the Molecular-Kinetic Theory of Heat)>에 브라운 운동에 대한 이론을 발표했다. 아인슈타인은 당시로서는 파격적으로 원자의 실재와 통계적 요동을 바탕으로 브라운 운동을 설명했다. 이후 그는 1908년 <브라운 운동의 기초이론(Elementary Theory of Brownian Motion)>이라는 논문을 발표했고, 1905년에 발표한 논문에서보다 더 상세하게 브라운 운동에 대한 이론을 제시한다.
1906년에는 폴란드의 마리안 스몰루호프스키가 방법은 전혀 다르지만 분자운동론을 고려한 본질적으로는 아인슈타인과 같은 공식을 유도해낸다. 아인슈타인의 공식은 이후에 장 바티스트 페랭(Jean Baptiste Perrin)등에 의해 실험적으로 증명된다.

### 장 바티스트 페랭의 증명
프랑스의 물리화학자인 페랭은 1908년 브라운 운동에 대한 실험을 한다. 아인슈타인은 지름이 0.001mm인 부유입자들을 17°C의 물속에 넣고 현미경으로 1분 동안 입자들을 관찰해서 입자가 이동한 수평거리를 기록하면 0.006mm가 될 거라고 예상했다. 페랭은 특별히 여기에 반지름이 알려진 입자를 사용했다. 처음엔 각각 크기가 다른 자황 입자들(0.45µm와 0.212µm)을 사용하고 두 번째에는 반지름이 0.0052mm인 유향입자들을 이용해서 실험하고 측정치를 분석해 아인슈타인의 공식이 예측한 수평거리를 실험적으로 증명해 보였다. 이 연구로 18년 후인 1926년에 노벨 물리학상을 수상하게 된다.

## 이론

### 정성적인 이야기
아인슈타인은 액체 속의 부유입자들의 확산을 두 가지 방식으로 접근했다. 첫 번째는 입자들이 높은 농도에서 낮은 농도로 이동한다는 것이다. 입자들의 확산을 액체의 점성이 방해하고, 입자들의 농도가 고르게 되면 확산은 멈추게 된다.
두 번째는 부유입자들의 무작위 운동으로 인해 확산이 일어난다는 것이다. 이는 액체 분자들의 무작위 운동 때문에 일어나는 것으로 각각의 움직임은 결국 서로 영향을 주게 되고 모든 입자들의 지그재그 움직임을 만들어낸다.

### 정량적 이론
아인슈타인의 공식은 일정시간 동안 입자의 출발점과 종착점까지의 직선거리를 구하는 식이었는데 이를 수평방향의 거리만 구하는 방식으로 단순화시켰다.
{\displaystyle {\sqrt {\bar {\Delta {x}^{2}}}}={\sqrt {kT}}{{\sqrt {t}} \over {\sqrt {3\pi \mu r}}}}
식에서 {\displaystyle \mu }는 액체의 점성계수를, {\displaystyle r}은 입자의 반지름을 뜻한다. 이 식에서 질량은 브라운 운동에 관계가 없다는 사실을 알 수 있으며, 지금은 볼츠만 상수로 알려진 상수 {\displaystyle k}는 원자의 존재와 직접 관련이 되어있는 것이었으므로 특히나 중요했다.

## 활용

### 원자의 존재에 대한 증거
물질은 원자로 만들어져 있다는 원자론은 1808년 영국의 돌턴(John Dalton)의 주장에서부터 시작해 아보가드로(Amedeo Avogadro)와 볼츠만(Ludwig Eduard Boltzmann)이 그 계보를 이어왔다. 아보가드로와 볼츠만은 원자론을 바탕으로 아보가드로의 가설과 통계물리학을 만들어냈지만 원자의 존재를 직접 증명해내지는 못했기 때문에 눈으로 볼 수 없고 경험적으로 증명할 수 없는 개념을 반대한 마흐(Ernst Mach)와 같은 물리학자들에게 격렬하게 반대 당했다.
하지만 브라운 운동에 대한 설명을 통해 아인슈타인과 페랭은 주어진 시간동안 입자가 움직인 거리를 측정함으로써 일정 부피의 기체와 액체 속에 있는 분자들의 수를 셀 수 있게 되었다. 즉, 아보가드로수를 얻어내게 된 것이다. 아인슈타인이 구한 값은 {\displaystyle 2.1\times 10^{23}}으로 지금의 값과 비교하면 오차가 있으나 원자와 분자의 존재를 증명하는 것이므로 그 의미가 크다.

### 통계적 요동Statistical Fluctuation의 존재에 대해
통계에서는 많은 수가 평균을 이룰수록 안정된 것으로 본다. 기본적으로 기체나 액체의 표본에서 분자 수는 매우 크다. 따라서 평균적이지 않은 행동을 기대하기가 어렵게 된다. 때문에 볼츠만과 깁스는 기체와 액체에서 평균이탈행동은 관찰될 수 없을 거라고 주장했다. 즉, 통계적 요동이 존재하지 않는다고 생각한 것이다. 하지만 아인슈타인은 이러한 기존의 틀을 깨고 통계적 요동을 가정했다.
물 분자들은 꽃가루 입자에 비해서 질량이 매우 작기 때문에 물 분자의 꽃가루 입자를 미는 힘은 입자의 모든 표면에서 미세하게 작용하게 된다. 이것을 평균적인 것으로만 생각하면 가해지는 알짜 힘은 결국 0이 되어 정지해 있게 된다는 것이 요동이 없는 상황에서의 예측이다. 하지만 꽃가루 입자 주위의 액체 분자들은 변칙적으로 운동하며 꽃가루를 밀게 되고, 모든 표면에 동일한 힘이 가해지지 않게 되어 약한 힘으로 부딪치는 방향으로 입자는 운동한다. 결국 요동이 꽃가루를 운동시키게 된다. 요동이 무작위이기 때문에 입자의 운동도 불규칙적이게 된다.

### 열역학 법칙의 통계적 특성에 대해
불규칙적인 운동을 각각 이산적 걸음으로 나타내는 것이 무작위 행보이다. 분자의 확산이 이와 같은 형태를 보이는데 브라운 운동의 공식을 유도하는 것과 마찬가지로 한 지점에서 출발한 분자가 일직선 위를 한 번의 걸음에 일정한 거리만큼 멋대로 움직일 때 n회 걸음을 옮긴 후 출발점으로부터의 거리 r와 r＋dr 사이에 있을 확률을 구할 수 있게 되고, n이 크면 확률은 정규분포를 이루게 되어 이를 통계역학에 이용하게 된다.
따라서 고전 열역학에서는 거시적 성질만을 설명할 수 있었던 반면 통계역학은 미시적 수준에서 확률이론을 사용하여 분자의 자발적 움직임을 이해할 수 있게 한다. 브라운 운동에 대한 이론은 열역학 법칙들이 통계적이라는 사실을 보여줌으로써 볼츠만이 주장한 엔트로피에 대한 확률적, 통계적 해석의 타당성을 뒷받침해주게 된다.

### 그 외 학문에서의 활용의 예
브라운 운동은 물리학에서 뿐만 아니라 경제학에서도 이용되고 있다. 앙리 푸앵카레의 제자였던 프랑스의 루이 바슐리에(프랑스어: Louis Bachelier)는 1900년에 박사 학위 논문 《투기이론》에서 금융시장의 가격변동을 브라운 운동으로 모형화했다. 이는 주식 가격이 무작위적인 양만큼 상승하거나 하락하는 것을 담고 있다. 이후 1950년대 중반 미국의 경제학자 폴 새뮤얼슨(Paul Samuelson)이 바실리에의 이론을 수정해서 기하 브라운 운동 (Geometric Brownian motion)을 만들어낸다. 이처럼 시장을 움직이는 규칙을 찾기 위해 브라운 운동이 설명 도구로 쓰이고 있다.
경제학 분야 외에도 브라운 운동을 수학적 확률 과정으로 만든 사람도 있었다. 이는 노버트 위너로 개념적으로는 무작위 행보와 유사하지만 불연속이 아닌 연속적인 변동을 다루는 위너 과정라는 공식을 만들어냈다.

## 같이 보기
- 복잡계
- 연속 방정식
- 이토 확률 과정
- 삼투
- 무작위 행보
- 통계역학
- 열평형
- 열역학적 평형
- 틴들 효과
- 한외현미경
- 고정 (시각)

## 참고 문헌
- F.W Sears, 《Thermodynamics, The Kinetic Theory od Gases and Statistical Mechanics》
- 존 S. 릭던, 《1905년 아인슈타인에게 무슨 일이 일어났나?》
- Keith Stowe, 《Statistical Mechanics and Thermodynamics》